# Dasychira ocellifera
Dasychira ocellifera är en fjärilsart som beskrevs av Holland 1893. Dasychira ocellifera ingår i släktet Dasychira och familjen tofsspinnare. Inga underarter finns listade i Catalogue of Life.